# West-Atjeh
West-Atjeh (Indonesisch: Aceh Barat) is een regentschap in de provincie Atjeh op Sumatra, Indonesië. Het regentschap heeft 182.721 inwoners (2014) en heeft een oppervlakte van 2.927 km². De hoofdstad van West-Atjeh is Meulaboh.
Het regentschap is onderverdeeld in 12 onderdistricten (kecamatan):
1. Johan Pahlawan
2. Samatiga
3. Bubon
4. Arongan Lambalek
5. Woyla
6. Woyla Barat
7. Woyla Timur
8. Kaway XVI
9. Meureubo
10. Pantai Ceuremen
11. Panton Reu
12. Sungai Mas

## Onderliggende bestuurslagen
| - Alue Bagok - Alue Bakong - Alue Batee - Alue Bilie - Alue Blang - Alue Empeuk - Alue Keumang - Alue Keumuneng - Alue Kuyuen - Alue Leuhob - Alue Lhee - Alue Lhok (Bubon) - Alue Lhok (Kaway XVI) - Alue Meuganda - Alue On - Alue Panyang - Alue Perman - Alue Peudeung - Alue Raya - Alue Seuralen - Alue Sikaya - Alue Sundak (Arongan Lambalek) - Alue Sundak (Woyla) - Alue Tampak - Antong - Aron Baroh - Aron Tunong - Arongan - Babah Iseung - Babah Krueng Manggie - Babah Krueng Teklep - Babah Lueng - Babah Meulaboh - Bakat - Balee - Baro Paya - Berdikari - Beurawang - Beureugang - Blang Balee - Blang Berandang - Blang Cot Mameh - Blang Cot Rubek - Blang Dalam (Kaway XVI) - Blang Dalam (Woyla Timur) - Blang Geunang - Blang Luah Kb - Blang Luah Lm - Blang Makmur - Blang Mee - Blang Sibeutong - Blang Teungoh - Bukit Jaya - Bukit Megajah - Buloh - Canggai - Cot Amun - Cot Buloh - Cot Darat - Cot Jurumudi - Cot Keumudee - Cot Keumuneng - Cot Lada - Cot Lagan Cm - Cot Lagan Lm - Cot Lampise - Cot Manggie - Cot Mesjid - Cot Murong - Cot Pluh - Cot Punti - Cot Rambong - Cot Seulamat - Cot Seumeureng - Cot Situah - Darul Huda - Deuah - Drien Calee - Drien Rampak - Drien Rampak - Drien Sibak - Drin Mangko - Gampong Baro - Gampong Baro Kb - Gampong Baro Wt - Gampong Cot - Gampong Darat - Gampong Ladang - Gampong Teungoh - Gaseu - Gempa Raya - Geudong - Glee Siblah - Gleung - Gunong Buloh - Gunong Kleng - Gunong Panah - Gunong Panyang - Gunong Pulo - Gunong Rambong - Gunong Tarok - Gunung Hampa - Gunung Mata Ie | - Ie Itam Baroh - Ie Itam Tunong - Ie Sayang - Jambak - Jawa - Jawi - Kajeung - Kampung Belakang - Kampung Pasir - Karang Hampa - Keubeu Capang - Keude Aron - Keude Suwak Awe - Keude Tanjong - Keuleumbah - Keureuseng - Keutambang - Krueng Beukah - Krueng Tinggai - Kuala Bhee - Kuala Bubon - Kuala Manye - Kuala Pling - Kubu - Kulam Kaju - Kuta Padang (Bubon) - Kuta Padang (Johan Pahlawan) - Lancong - Langung - Lapang - Lawet - Layung - Lek Lek - Leubok Beutong - Leukeun - Lhok Bubon - Lhok Guci - Lhok Male - Lhok Sari - Lhung Tgk Yah - Liceh - Lubok - Lubok Panyang - Lubuk Pasi Ara - Lueng Baro (Sungai Mas) - Lueng Baro (Woyla Barat) - Lueng Buloh - Lueng Jawa - Lueng Tanoh Tho - Manggie - Manjeng - Marek - Menuang Kinco - Menuang Tanjong - Mesjid - Mesjid Baro - Mesjid Tuha - Meunasah Ara - Meunasah Buloh - Meunasah Gantung - Meunasah Rambot - Meunasah Rayeuk - Meureubo - Meutulang - Mon Pasong - Mugo Cut - Mugo Rayeuk - Muko - Napai - Padang Jawa - Padang Mancang - Padang Seurahet - Padang Sikabu - Palimbungan - Panggong - Pante Ceureumen - Panton - Panton Bahagia - Panton Makmur - Pasar Aceh - Pasi Aceh - Pasi Aceh Baroh - Pasi Aceh Tunong - Pasi Ara - Pasi Ara Kb - Pasi Ara Wt - Pasi Birah - Pasi Jambu - Pasi Janeng - Pasi Jeumpa - Pasi Jeut - Pasi Kumbang - Pasi Lunak - Pasi Male - Pasi Mali - Pasi Mesjid - Pasi Meugat - Pasi Pandan - Pasi Panyang - Pasi Pinang - Pasi Teungoh - Paya Baro (Woyla Timur) - Paya Baro Meuko | - Paya Baro Ranto Panjang - Paya Dua - Paya Luah - Paya Lumpat - Paya Meugeundrang - Paya Peunaga - Peulanteu Lb - Peulanteu Sp - Peuluekung - Peunaga Cut Ujong - Peunaga Pasi - Peunaga Rayeuk - Peunia - Peuribu - Pinem - Pucok Lueng - Pucok Pungkie - Pucok Reudeup - Pulo Ie - Pulo Teungoh Manyeng - Pulo Teungoh Ranto - Pungkie (Kaway XVI) - Pungkie (Sungai Mas) - Puuk - Rambong (Bubon) - Rambong (Woyla Timur) - Rambong Pinto - Ramitie - Rangkileh - Panyang - Ranto Panyang Barat - Ranto Panyang Timur - Ranub Dong - Reudeup - Reusak - Rimba Langgeh - Rundeng - Sakuy - Sarah Perlak - Sawang Rambot - Sawang Teubee - Seumantok (Pantai Ceuremen) - Seumantok - Seumara - Seumuleng - Seuneubok Dalam - Seuneubok Lueng - Seuneubok Teungoh - Seuneubok Trap - Seuneugok (Johan Pahlawan) - Seuradeuk - Sibintang - Sikundo - Simpang - Simpang Peut - Simpang Teumarom - Sipot - Suak Geudubang - Suak Keumudee - Suak Nie - Suak Pandan - Suak Pangkat - Suak Pante Breuh - Suak Raya - Suak Ribee - Suak Seukee - Suak Seumaseh - Suak Sigadeng - Suak Timah - Suak Tring - Sumber Batu - Suwak Awe - Suwak Indrapuri - Tamping - Tangkeh - Tanjong Meulaboh - Tanoh Mirah - Tegal Sari (Pantai Ceuremen) - Teuladan - Teumarom - Teumiket Ranom - Teupin Panah - Teupin Peuraho - Tingkeum Panyang - Tumpok Ladang - Tungkop - Tutut - Tuwi Buya - Tuwi Empeuk - Tuwi Saya - Ujong Baroh - Ujong Beusa - Ujong Drien - Ujong Nga - Ujong Raja - Ujong Simpang - Ujong Tanjong - Ujong Tanoh Darat - Ujung Kalak - Ulee Blang - Ulee Pasi Ara - Ulee Pulo |

Stadsgemeenten: Banda Atjeh · Langsa · Lhokseumawe · Sabang · Subulussalam

Regentschappen: West-Atjeh · Zuidwest-Atjeh · Aceh Besar · Aceh Jaya · Zuid-Atjeh · Aceh Singkil · Aceh Tamiang · Aceh Tengah · Aceh Tenggara · Aceh Timur · Noord-Atjeh · Bener Meriah · Bireuen · Gayo Lues · Nayan Raya · Pidie · Pidie Jaya · Simeulue